# Isola Hans
L'isola Hans (Hans Ø in danese, île Hans in francese, Hans Island in inglese, Tartupaluk in inuktitut/groenlandese) è un isolotto disabitato di 1,3 km². È situato al centro del canale Kennedy nello stretto di Nares, che unisce la baia di Baffin e il mare di Lincoln. Hans è la più piccola delle tre isole del canale (le altre due sono l'isola Franklin e l'isola Crozier).

## Storia

### Antichità
Gli Inuit che vivevano nel nord della Groenlandia o in Canada conoscevano l'isola da secoli. A metà del XIX secolo, lo stretto di Nares era probabilmente sconosciuto agli europei. Non è noto se i vichinghi abbiano visitato l'isola nei secoli in cui la Groenlandia era abitata dai Norreni.

### XIX secolo
Dal 1850 al 1880, l'area in cui si trova l'isola fu esplorata da spedizioni americane e britanniche. Queste spedizioni furono una risposta dovute in primis alla ricerca dello scomparso esploratore britannico John Franklin, e in parte alla ricerca del famoso passaggio a nord-ovest, possibilmente sfruttabile anche per raggiungere il Polo Nord.

### XX secolo
La sovranità sull'isola è stata oggetto di una disputa tra Canada e Danimarca dal 1973 al 2022, la guerra del whisky. La Danimarca rivendicava il territorio che avrebbe scoperto nel 1852 (da parte del nativo groenlandese Hans Hendrik), mentre il Canada affermava che l'isola fosse stata scoperta da un esploratore britannico e che geologicamente appartenesse al suolo canadese.
L'interesse per il piccolo lembo di terra è legato al riscaldamento globale e alla conseguente riduzione della banchisa di ghiaccio nella regione artica, situazione che rende l'Artico più accessibile e di conseguenza idealmente più sfruttabile. Gli esperti stimano tra il 2004 e il 2080 un allungamento della navigabilità del canale da 20 a 150 giorni l'anno, con la possibilità dello sfruttamento di minerali e idrocarburi.
Secondo Peter Taksøe-Jensen, allora membro dell'Ufficio delle Nazioni Unite per gli affari legali, una curiosa abitudine dei militari di entrambi i Paesi, che periodicamente visitavano l'isola per sostenere le proprie rivendicazioni, era quella di sostituire la bandiera degli altri con quella del proprio Paese e di lasciare una bottiglia di akvavit danese o di whisky canadese.
Nel 1933, la Corte permanente di giustizia internazionale dichiarò lo status giuridico della Groenlandia a favore della Danimarca. Di conseguenza, la Danimarca ha sempre sostenuto come le stesse evidenze di carattere geologico indicassero che l'isola di Hans altro non era che parte della Groenlandia, e di conseguenza territorio appartenente al Regno di Danimarca per estensione della sentenza della Corte.

#### Trattato del 1973
Nel 1972, un team composto da personale del servizio idrografico canadese e personale danese che lavorava nello stretto di Nares determinò le coordinate geografiche dell'isola di Hans. Durante i negoziati tra Canada e Danimarca sul loro confine marittimo nel 1973, entrambi gli stati affermarono che l'isola di Hans faceva parte del loro territorio. Di conseguenza, nessun accordo fu raggiunto tra i due governi sulla questione.
Il trattato elenca 127 punti dallo stretto di Davis alla fine del canale di Robeson, dove lo stretto di Nares sfocia nel mare di Lincoln, tracciando linee geodetiche in mezzo, per formare il confine. Il trattato, tuttavia, non traccia una linea dal punto 122 al punto 123, una distanza di 1.370 metri, in quanto l'isola di Hans si trova esattamente tra questi due punti.

### XXI secolo

#### Risoluzione della controversia
L'11 giugno 2022 i due Stati artici decisero di porre fine alla lunga disputa e suddividere a metà l'isola (effettivamente circa il 60% della superficie è stato assegnato alla Danimarca), firmando il 14 giugno un accordo in tal senso e creando un confine terrestre tra loro. La risoluzione è stata possibile grazie al lavoro di una task-force specifica istituita dal governo canadese e da quello danese nel maggio del 2018. L'accordo, ad ogni modo, è entrato in vigore dopo l'approvazione da parte dei due parlamenti nazionali (quello canadese e quello danese), di quello subnazionale canadese (nel caso del Nunavut) e della dipendenza danese (nel caso groenlandese).
L'isola ospita così il terzo confine terrestre più breve tra due Stati e per il Canada (così come per la Danimarca) il secondo confine terrestre con un altro stato, poiché ognuno dei Paesi ne aveva solo uno, rispettivamente con gli Stati Uniti e la Germania (escludendo, per la Danimarca, quello creato con la Svezia dal Ponte di Øresund). Con la ratifica, inoltre, è stato istituito anche il confine terrestre internazionale più settentrionale del mondo.